# Armand-Louis de Gontaut, duc de Biron

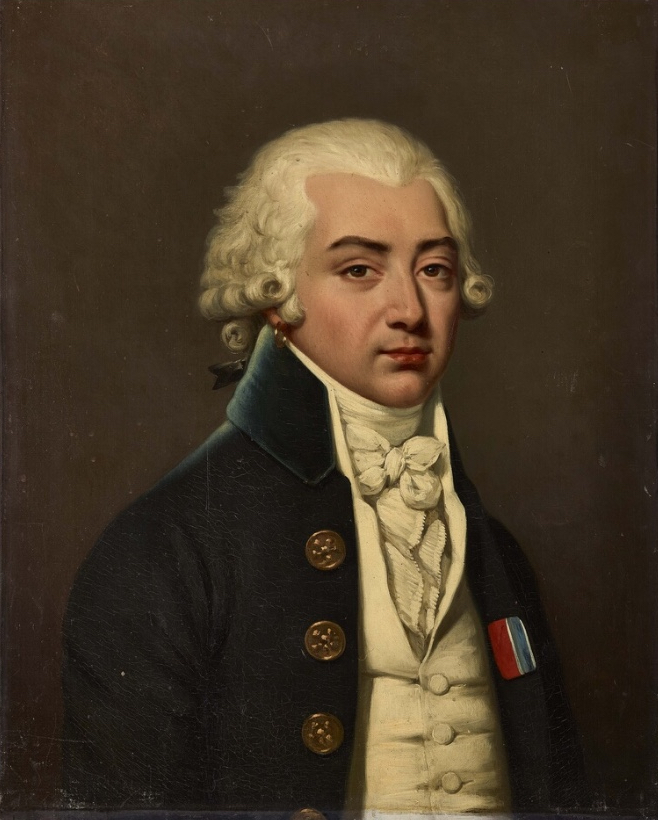
Armand-Louis de Gontaut, duc de Biron

Armand-Louis de Gontaut, duc de Biron, bis 1788 duc de Lauzun (* 13. April 1747 in Paris; † 31. Dezember 1793 ebenda) war ein französischer General.

## Leben
Armand-Louis wurde früh Soldat: noch nicht 14 trat er, in das seinem Onkel, dem Herzog von Biron kommandierten Régiment des Gardes françaises ein. 1766 heiratete er die damals 14-jährige Amélie de Boufflers, doch das Ehepaar lebte getrennt und blieb kinderlos. 1767 wurde er Colonel und kämpfte (ohne direkt abkommandiert zu sein) ab 1769 auf dem im Mai 1768 von Genua gekauften Korsika gegen die Aufständischen unter Pascal Paoli. 1774 wurde er wegen seiner Tapferkeit zum Oberst in der Legion Royale ernannt. Der folgende allgemeine Friede machte ihn zunächst als Soldat arbeitslos, bis sich mit Beginn der Feindseligkeiten im Amerikanischen Unabhängigkeitskrieg 1775 neue Möglichkeiten ergaben. Nicht zuletzt seine Denkschrift Etat de defense d’Angleterre et de toutes ses possessions dans les quatres parties du monde über den Zustand der Verteidigung des englischen Kolonialreichs führte beim offiziellen Kriegseintritt Frankreichs 1778 zu einem neuen Kommando. Er übernahm als Oberst das Kommando über die aus allen europäischen Ländern zusammengewürfelte, bis zu 1000 Mann starke wilde Söldnertruppe „Volontaires-étrangers de Lauzun“ – „Lauzuns Legion“ genannt und offiziell der französischen Marine unterstellt (darunter viele Deutsche, deutsch war Kommandosprache). Im Januar 1779 eroberte er mit seiner Legion den Senegal und wartete danach in der Bretagne auf einen Einsatz bei einer geplanten Invasion Englands. Diese wurde aber zugunsten einer direkten Beteiligung am Amerikanischen Unabhängigkeitskrieg 1780 unter Rochambeau abgeblasen. 1781 kam es in Gloucester bei der Belagerung von Yorktown zum von Lauzun gezielt gesuchten Gefecht mit den Dragonern des berüchtigten britischen Obristen Banastre Tarleton. Nach der Kapitulation der Engländer wurde Lauzun als einer von zwei Offizieren ausgewählt, die Siegesnachricht nach Frankreich zu überbringen.
Nach seiner Rückkehr 1783 überführte er seine Legion in ein Husarenregiment (stationiert im Elsass bei Lauterburg) und wurde (Maréchal de camp). 1789 vom Adel Quercys zum Mitglied der Ständeversammlung gewählt, erklärte er sich in der Nationalversammlung für die liberalen Ideen und schloss sich dem Herzog von Orléans an. In den Revolutionskriegen befehligte er 1791 eine Division im Norddépartement (Flandern), wurde aber in der Schlacht bei Jemappes von Beaulieu geschlagen.
Dennoch wurde er nach Rochambeaus Abzug zweiter Befehlshaber der Nordarmee und im Juli 1792 sogar Obergeneral (Général en chef) der Rheinarmee, wo ihn Custine ablöste, worauf Biron die Armée d’Italie am Var kommandierte und die Grafschaft Nizza eroberte. In die Vendée versetzt, um gegen den dortigen Aufstand vorzugehen, nahm er Saumur und Parthenay ein, Insubordination und Intrigen (die Generäle Rossignol und Westermann klagten ihn der Falschheit und Unterdrückung an) führten aber dazu, dass er um seine Entlassung bat. Biron begab sich zu seiner Rechtfertigung nach Paris, wurde aber sofort verhaftet, vom Revolutionstribunal zum Tod verurteilt und am 31. Dezember 1793 guillotiniert. Er soll zuvor noch mit dem Henker gespeist haben und ihn mit den Worten zum Trinken aufgefordert haben, dass er „Mut in seinem Beruf brauche“.
Seine alte Legion wurde 1791 in das 6e régiment de hussards eingegliedert, löste sich aber praktisch 1792 auf (Desertionen, Übergabe an den Feind). 1793 wurde sie neu gegründet und ist der Vorläufer der heutigen Fremdenlegion.
Den Titel Herzog von Biron erhielt er 1788 nach dem Tod seines Onkels Louis Antoine de Gontaut-Biron (1700–1788) und gab dafür den des Herzogs von Lauzun auf.

## Ehrungen
Sein Name ist am Triumphbogen in Paris in der 23. Spalte (BIRON) eingetragen.

## Werke
Seine Mémoires (1822, neu hrsg. von Lacour, Paris 1858, deutsch bei G. Müller 1912) reichen nur bis 1783. Weiter wurden 1865 von ihm Briefe veröffentlicht, die er angeblich 1789 an Freunde auf dem Lande verschickte. Er hat auch ein Theaterstück geschrieben (Pariser Gespräche), das er in London auf der Rückreise aus Amerika einem dort lebenden Verleger zur postumen Veröffentlichung übergab.